# Jan Kerkhofs
Jan Kerkhofs (Hasselt, 15 mei 1924 – Heverlee, 16 december 2015) was een Belgisch jezuïet en godsdienstsocioloog.

## Levensloop
Jan Kerkhofs trad in 1942 in bij de jezuïeten. In 1956 werd hij tot priester gewijd. Naast de studies van filosofie en theologie, studeerde hij ook politieke en sociale wetenschappen.
Van 1959 tot aan zijn emeritaat in 1989 was hij hoogleraar theologie en sociologie, verbonden aan de faculteit godgeleerdheid van de Katholieke Universiteit Leuven. Hij was tevens gastprofessor aan verschillende universiteiten in Europa en de VS.
Kerkhofs was een uitgesproken neomodernist. Hij verklaarde zich in de jaren 1970 voorstander van gehuwde priesters en was medeoprichter van het Interdiocesaan Pastoraal Beraad (IPB), dat zich opstelde als een overleg- en inspraakorgaan van leken binnen de Kerk in Vlaanderen.
Hij nam het initiatief tot de oprichting van de Stichting voor het Europese Waardenonderzoek (Foundation for the Study of European Values) in de late jaren 70 van de 20e eeuw. De resultaten van de opzoekingen bevestigden de snelle achteruitgang van de geloofspraktijk in West-Europa in de postconciliaire Kerk. Kerkhofs benadrukte tevens de achteruitgang van de priesterroepingen, vooral in Europa en stelde vast dat in honderden parochies liturgische diensten niet meer of slechts zelden werden aangeboden.
In 2003 werd hij directeur van het OCIPE, het Europees Katholiek Studie- en Informatiecentrum, dat nauw verbonden is met de jezuïeten.
Hij was ook vele jaren algemeen proost van het Verbond van Katholieke Werkgevers (VKW).
In 1992 werd hij eredoctor aan de Universiteit van Tilburg.
In de laatste jaren van zijn leven kreeg hij af te rekenen met ouderdomsdementie. Hij overleed in 2015 op 91-jarige leeftijd.

## Publicaties
- Liberté religieuse en Chine?, Scheut, 1958.
- (Samen met J. Vanhoutte) De Kerk in Vlaanderen. Pastoraal-sociologische studie van het leven en de structuur der kerk, Tielt, 1962.
- (samen met A. Dondeyne, Clem De Ridder, Edward Schillebeeckx) De concilieboodschap voor de Kerk in Vlaanderen, Leuven, Davidsfonds, 1966.
- (samen met andere auteurs) La vocation missionnaire, Oeuvres Pontificales Missionnaires, Brussel, 1967.
- Modern mission dialogue, theory and practice, New York, Newman Press, 1969.
- Morgen is er al. Blauwdruk voor een alternatieve kerk in Vlaanderen, Lannoo, Tielt, 1976.
- (samen met R. Rezsohazy) (red.) De stille ommekeer. Oude en nieuwe waarden in het België van de jaren tachtig, Tielt-Weesp, Lannoo, 1984.
- De smalle weg : over "het Rijk" dat komen zal als bron van alle zingeving, Kapellen, Pelckmans, 1988.
- (samen met Karel Dobbelaere e.a., De versnelde ommekeer. De waarden van Vlamingen, Walen en Brusselaars in de jaren negentig, Tielt, Lannoo — Koning Boudewijnstichting, 1992, ISBN 90-209-2123-1 en ISBN 90-5130-099-9.
- (samen met andere auteurs) Geloof en cultuur: christen zijn in het Europa van morgen, Averbode, Altiora, 1993
- Europa zonder priesters?, Averbode, Altiora, 1995.
- Een horizon van teder licht, spiritualiteit voor zoekende mensen, Tielt, Lannoo, 1997.
- Was empfinden heutige Menschen als wichtig? - Sind das "Zeichen der Zeit"?, Insbruck, Tyrolia, 1998.
- Het labyrint en de wegen. Een naald voor het kompas van zoekende gelovigen, Lannoo, Tielt, 2000.
- Het geweten, een sociologisch-theologische studie over de ruggengraat van goed en kwaad, Tielt, Lannoo, 2002.
- Macht in de kerk. Democratie, gezag en leiderschap in de kerk van vandaag en morgen, Tielt, Lannoo, 2003.
- Trouw, een essay met historische, sociologische en spirituele invalshoeken, Tielt, Lannoo, 2004.
- Talrijke bijdragen in het tijdschrift Streven.
- Talrijke bijdragen in het tijdschrift Concilium.
- Bijdragen in het Britse weekblad The Tablet.